# Saccoploca consimilis
Saccoploca consimilis är en fjärilsart som beskrevs av W. Warren 1904. Saccoploca consimilis ingår i släktet Saccoploca och familjen Uraniidae. Inga underarter finns listade.